# Dorfkirche Kasel-Golzig

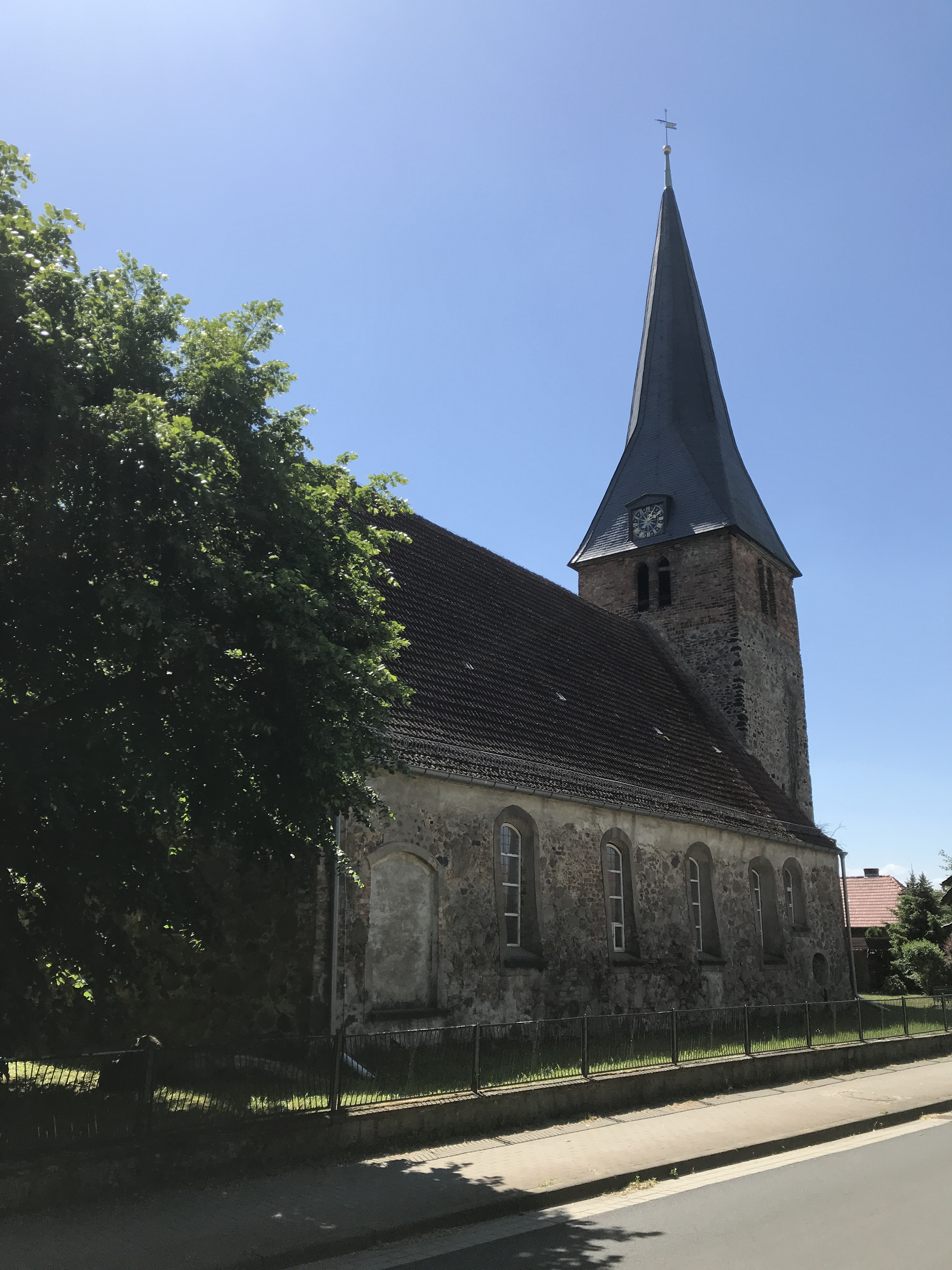
Dorfkirche Kasel-Golzig

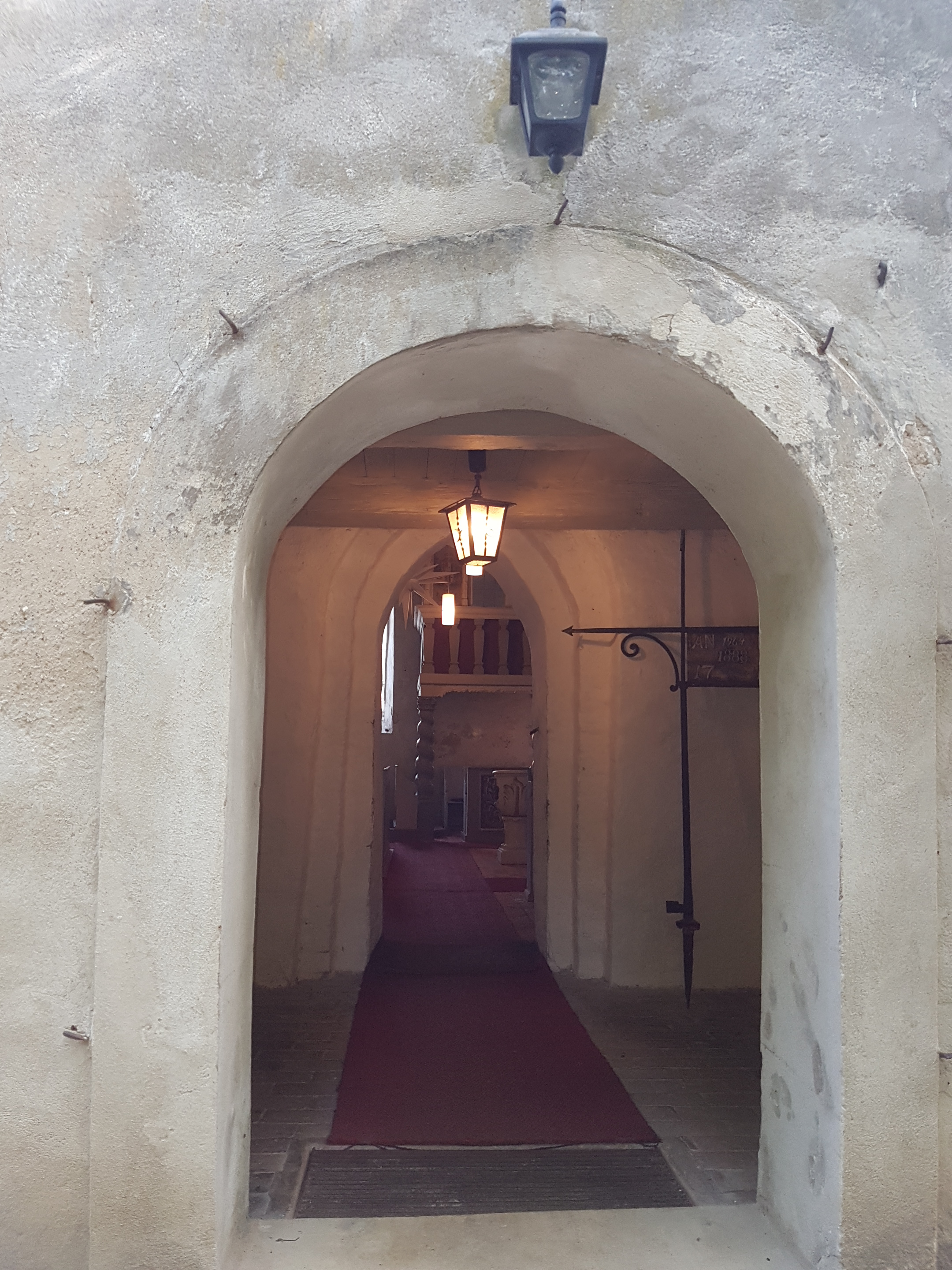
Blick in die Vorhalle

Die evangelische Dorfkirche Kasel-Golzig ist eine Feldsteinkirche aus dem 14. Jahrhundert in Kasel-Golzig, einer Gemeinde im Landkreis Dahme-Spreewald im Land Brandenburg. Die Kirche gehört zur Kirchengemeinde Waldow im Kirchenkreis Niederlausitz der Evangelischen Kirche Berlin-Brandenburg-schlesische Oberlausitz.

## Lage
Die Golßener Straße führt in West-Ost-Richtung durch den Ort. Die Kirche steht südlich dieser Verbindung auf einer leicht erhöhten Fläche, die mit einem Zaun eingefriedet ist. Südlich des Sakralbaus steht das Schloss, das Ende des 18. Jahrhunderts errichtet wurde.

## Geschichte
Das Bauwerk entstand in den Jahren 1346 bis 1355 zunächst als rechteckiger Saalbau. Im ersten Viertel des 15. Jahrhunderts erweiterten Handwerker den Bau um einen Westturm. 1722 ließ die Kirchengemeinde das Bauwerk barock umbauen. Vermutlich entstand in dieser Zeit auch die Vorhalle an der Südseite des Kirchenschiffs. In den Jahren 1927 und 1970 restaurierten Handwerker den Innenraum. Aus dem  Mittelalter stammende,  in Putz gemalte Weihekreuze sind  auf  der Süd- und Westwand  erhalten.

## Baubeschreibung

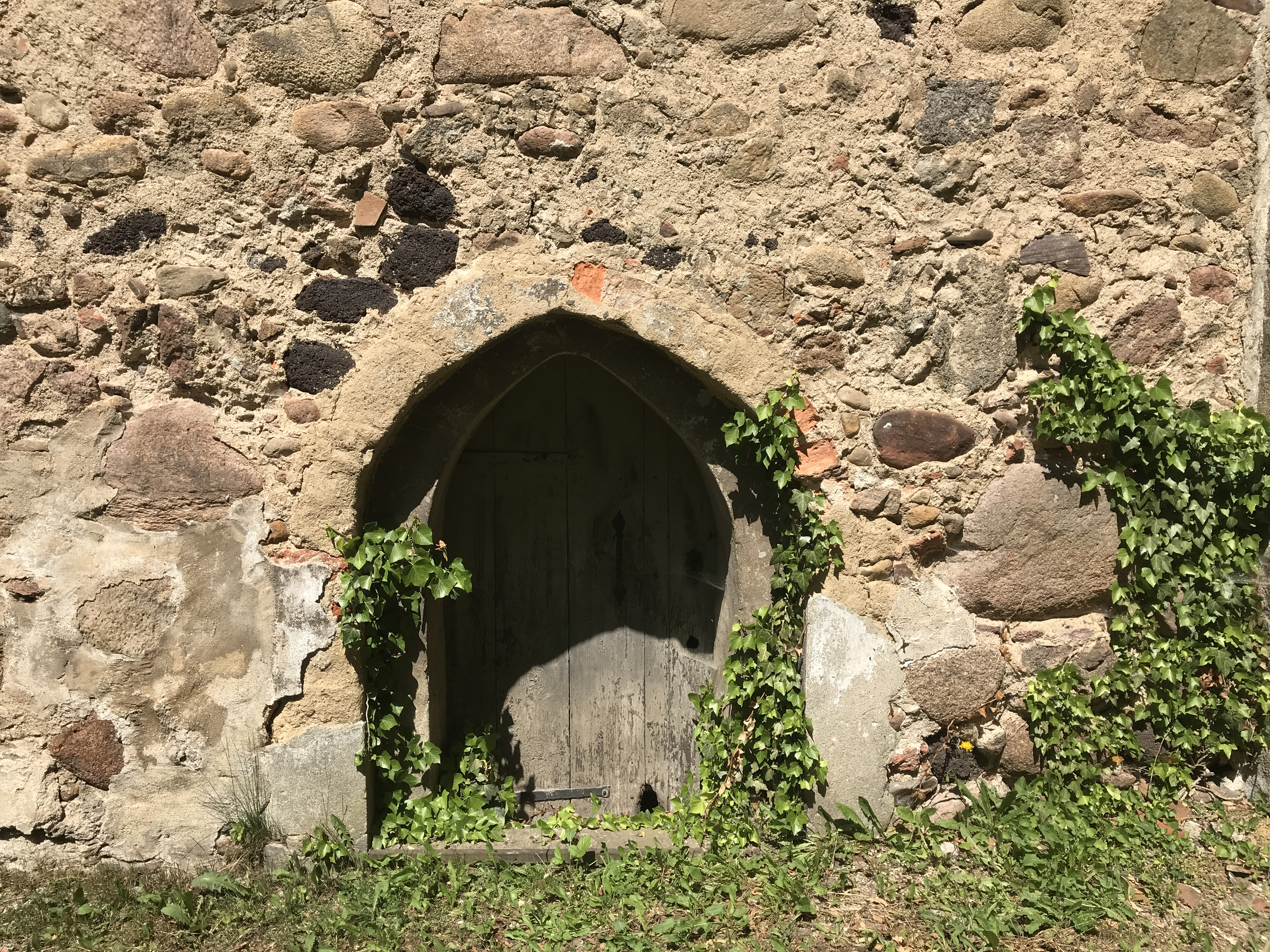
Turmportal an der Südseite

Die Kirche entstand im Wesentlichen aus Feldstein, der unbehauen und nicht lagig geschichtet verwendet wurde. Ausbesserungsarbeiten wurden mit Gesteinssplittern und Mauerstein ausgeführt. Teilweise kam auch behauener Raseneisenstein zum Einsatz. Der Chor ist an der Nordwand  eingezogen und hat einen rechteckig leicht verschobenen Grundriss; die Ostwand ist gerade. In der östlichen Chorwand sind drei Rundbogenfenster, deren Faschen mit Putz gestaltet wurden. Darüber ist im Giebel eine kleine, spitzbogenförmige Öffnung. An der Nordseite wurde eine  gedrückt-segmentbogenförmige Öffnung zur Blindtür umgestaltet,  während an der Südseite ein barockes Fenster verbaut ist.
Das Kirchenschiff hat einen trapezförmigen Grundriss, dessen Nordseite leicht verschoben und im Nordostwinkel eingezogen ist. In der Nordwand sind vier gleich große Fenster verbaut. Nach Westen folgt ein hochgestelltes Fenster; darunter ein Ochsenauge, um den Bereich unter der Empore mit Tageslicht zu versorgen. Vor das rechte  spitzbogige  dreifach gestufte Südportal, wurde  eine verputzte, rechteckige Vorhalle mit einem quergestellten Satteldach gesetzt. Dessen segmentbogige  Pforte befindet sich auf der Südseite. Weiter nach Westen folgen zwei große Segmentbogenfenster. Der westliche Teil wird durch ein spitzbogiges, dreifachstufiges Portal dominiert; darüber in einer Kartusche die Jahresangabe 1722. Eine weitere Kartusche zeigt die Jahreszahl 1927. Westlich befindet ein weiteres Segmentbogenfenster, gefolgt von einem Ochsenauge und einer Rundbogenpforte.
Der Westturm ist querrechteckig; an seiner Südseite befindet sich ein niedriges, zweifach gestuftes Spitzbogenportal.  Es dürfte aus der ursprünglichen Bauzeit stammen. Im unteren Geschoss sind keine weiteren Öffnungen. Das mittlere Turmgeschoss wird durch ein umlaufendes Gesims vom übrigen Baukörper getrennt und ist leicht eingezogen. An der Nord- und Südseite bringen jeweils einschlitzförmige Öffnung Licht auf die hölzerne Turmtreppe. Im aus Mauersteinen erstellten Glockengeschoss sind an jeder Seite zwei gekuppelte Klangarkaden. Darüber wurde ein achtfach geknickter, mit Schiefer gedeckter Spitzhelm mit Turmuhr errichtet, der mit Turmkugel und Wetterfahne abschließt. Das Geläut besteht aus drei Glocken.

## Ausstattung
Der Kanzelaltar stammt aus der Zeit um 1720; sein Kanzelkorb ist mit Säulen und Akanthus verziert. In der Predella ist das Abendmahl Jesu zu sehen. Der Taufstein wurde ebenfalls um 1720 erstellt und aus Sandstein geschaffen. Die runde Kuppa trägt zwei Allianzwappen derer von Schlieben und von Zeschow und ist gleichfalls mit Akanthus verziert. Das zinnerne Taufbecken zeigt am Rand ein Rankenornament und neben der Jahreszahl 1709 den Stempel des Meisters C.G Göbel, Dresden.
Die östliche Empore umschließt den Altar und stammt vermutlich ebenfalls aus der Zeit um 1722. Sie steht auf gedrehten Säulen. An der nördlichen Empore brachten Handwerker eine Patronatsloge an. Oberhalb der westlichen, später eingefügten Empore ist ein Tonnengewölbe. Hier findet sich ein schwebender Taufengel, der aus der ersten Hälfte des 18. Jahrhunderts stammt. Er ist rund 1,31 m groß und wurde im 20. Jahrhundert geringfügig überfasst. Die ursprüngliche Armhaltung konnte bislang nicht rekonstruiert werden. Denkbar ist, dass er über der zeitgleich entstandenen Taufe mit ausgebreiteten Armen schwebte. Das Werk erinnert an andere Taufengel wie beispielsweise aus der Kirche in Groß Lübbenau oder Kossin. Im 21. Jahrhundert ist er nicht beweglich und hängt neben zwei Posaunenengeln einer früheren Orgel. Deren Prospekt stammt von der Schröther-Orgel aus dem Jahr 1833. Das heutige Orgelwerk schuf Friedrich Ernst Gustav Heinze 1933.

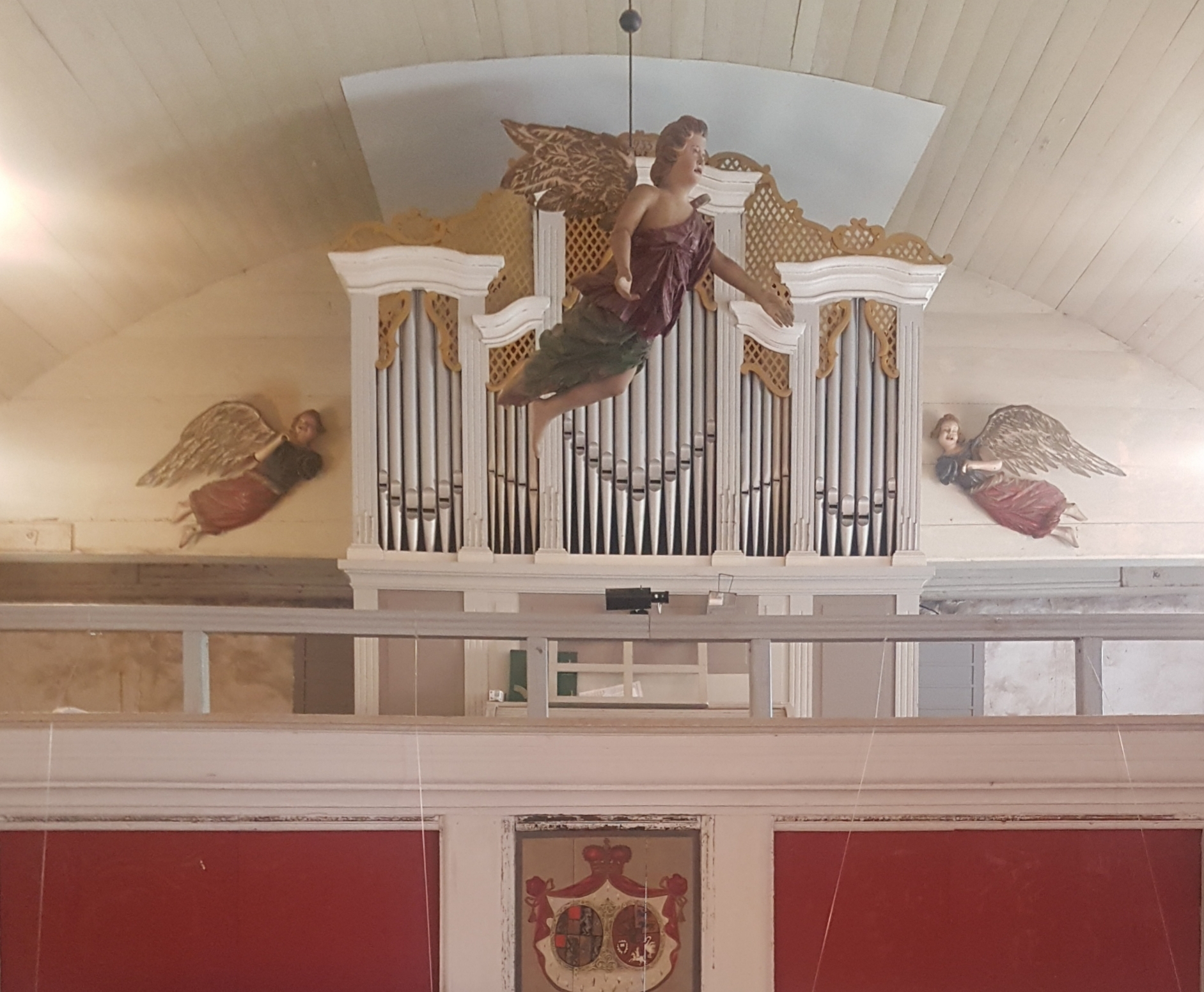
Westempore mit Orgel, Taufengel und Posaunenengeln

Das Bauwerk ist in seinem Innern flach gedeckt; die Balkendecke stammt vermutlich noch aus der Spätrenaissance. An der Nordwand erinnert ein figürlich gestaltetes Epitaph an den im 18. Jahrhundert verstorbenen Johann Wilhelm Siegismund von Zeschow.
Nordwestlich erinnert ein Obelisk an die Gefallenen aus dem Ersten Weltkrieg.